# Рата (річка)
Ра́та — річка в Польщі та в Україні, у межах Львівського і Шептицького районів Львівської області. Ліва притока Західного Бугу (басейн Вісли).

## Опис
Довжина річки 76 км, площа басейну 1790 км² (за іншими даними 1770 км²), відстань від гирла впадіння основної річки до місця впадіння 688 км. Заплава подекуди заболочена, вкрита лучною рослинністю. Річище звивисте, завширшки переважно 15—20 м (у пониззі до 50 м); є острови. Глибина до 2,3—2,5 м. Похил річки 1,2 м/км.
Мінералізація води р. Рата (с. Межиріччя) в середньому становить: весняна повінь — 414 мг/дм³; літньо-осіння межень — 433 мг/дм³; зимова межень — 476 мг/дм³.
Для регулювання стоку під час паводків місцями зроблено обвалування берегів.

## Розташування
Бере початок на території Польщі, неподалік від польсько-українського кордону, на схід від села Верхрата. Впадає в Буг на південь від м. Шептицького.
Рата тече переважно із заходу на схід, лише перед впадінням до Західного Бугу повертає на північ. Витоки розташовані серед пагорбів Розточчя. Перетнувши польсько-український кордон, річка виходить на Надбужанську котловину (західна частина Малого Полісся).
Основні притоки: Телиця, Мощанка, Біла, Свиня, Желдець (праві), Болотня, Ракитня (ліві).
Над Ратою розташовані міста: Рава-Руська, Великі Мости і селище Гірник, що негативно впливає на екологічний стан річки.
У верхів'ях Рати розташований Потелицький гідрологічний заказник.